# Kite Mosquito Patch
Kite Mosquito Patch (KMP) je koncept produktu malé náplasti, kterou osoba nosí na šatech a chrání ji před bodnutím od komárů. Náplast uvolňuje do okolního prostředí netoxické látky,[které?] které blokují schopnost komárů sledovat a detekovat lidi. Vývojáři náplasti uvedli, že nositel náplasti se stává pro komáry „neviditelný“ a je chráněn asi na 48 hodin.[zdroj?]
Původní objev sloučenin použitých v KMP vedl tým vědců Dr. Anandasankar Raye z Kalifornské univerzity, sponzorem je Bill and Melinda Gates Foundation a National Institutes of Health. Jejich objev byl publikován v časopisu Nature v roce 2011.[zdroj?]
Náplast může chránit proti těmto nemocem:
- malárie
- západonilská horečka
- horečka dengue atd.